# Maga (Cameroun)
Pour les articles homonymes, voir Maga.

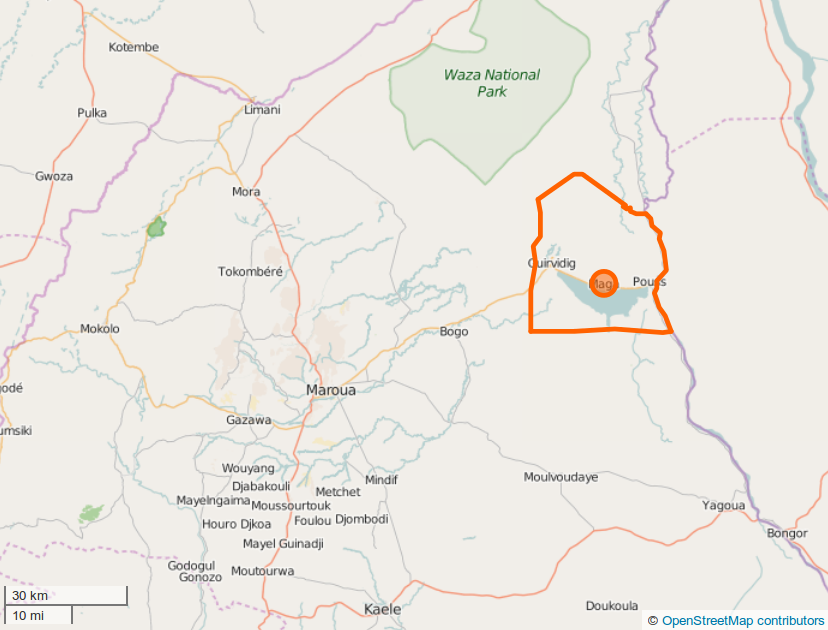
.

Maga est une commune du Cameroun située dans la région de l'Extrême-Nord et le département du Mayo-Danay, à proximité de la frontière avec le Tchad.

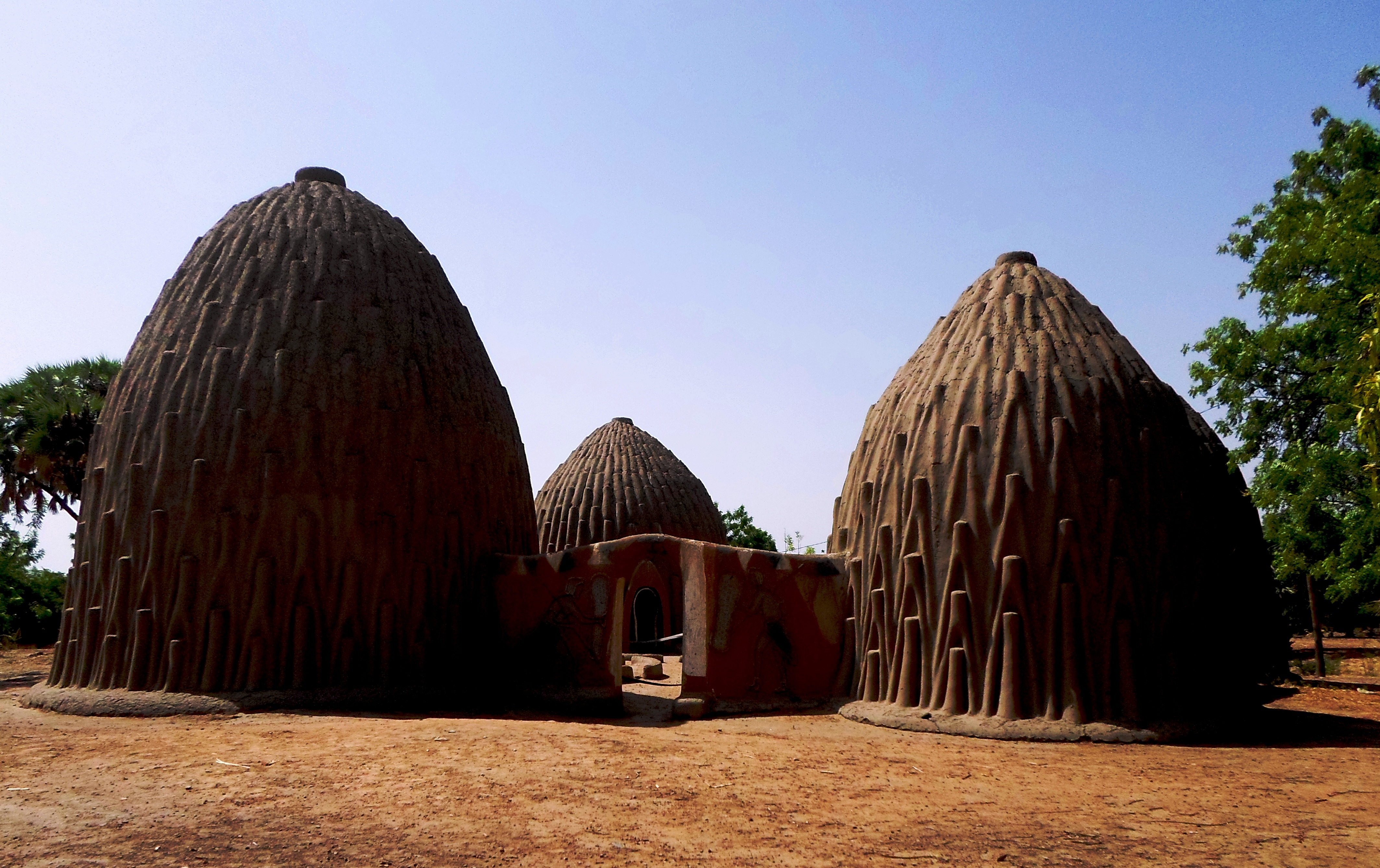
Cases traditionnelles du Peuple Mousgoum

## Géographie

### Hydrographie

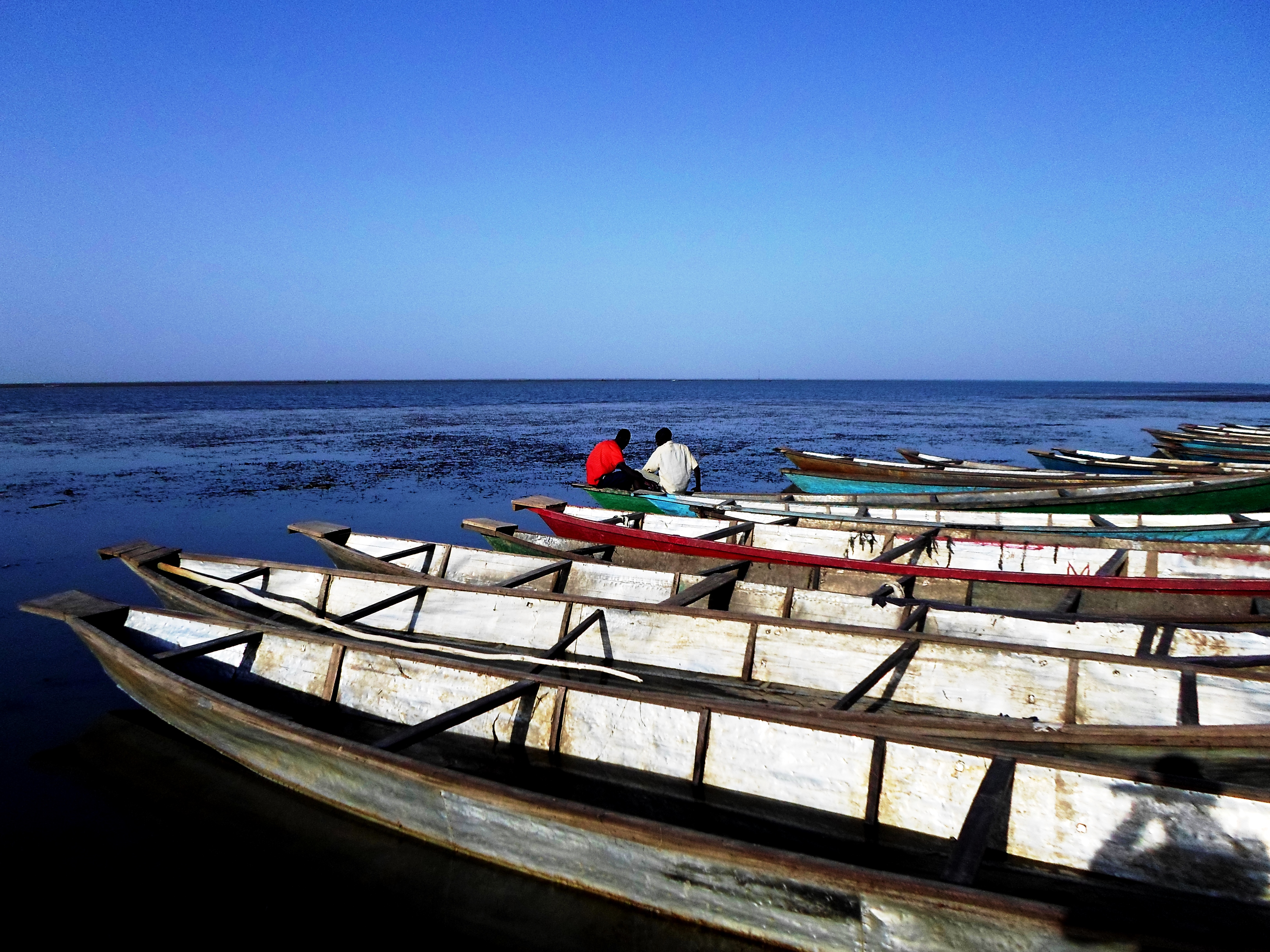
Les pirogues sur le lac de Maga dans l'extreme nord cameroun

L’hydrographie locale est fortement marquée par le Logone et le lac artificiel de Maga, d'une superficie de 375 km2, une zone de pêche par excellence pour tous les villages riverains.

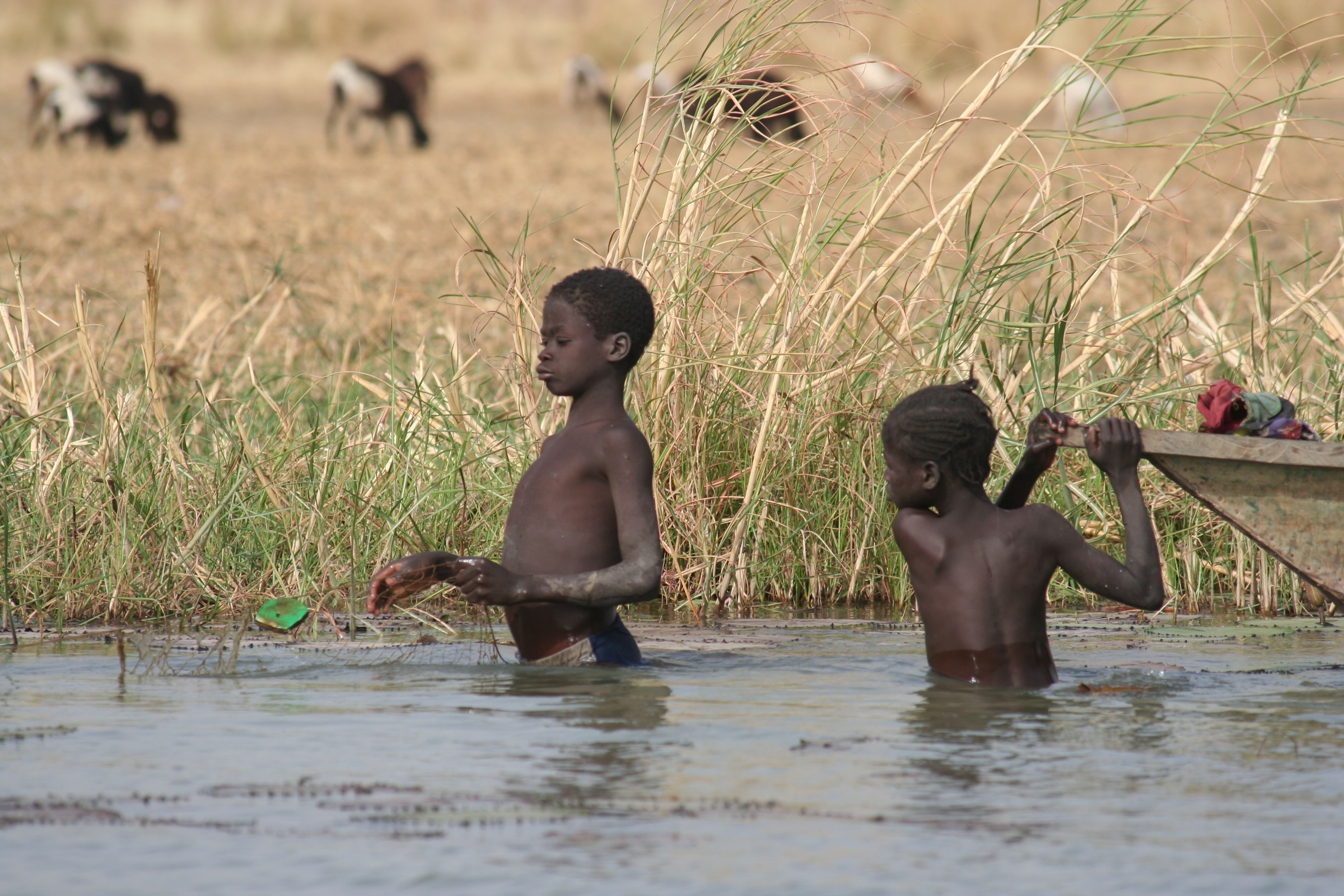
Enfants à la pêche dans le lac de Maga.
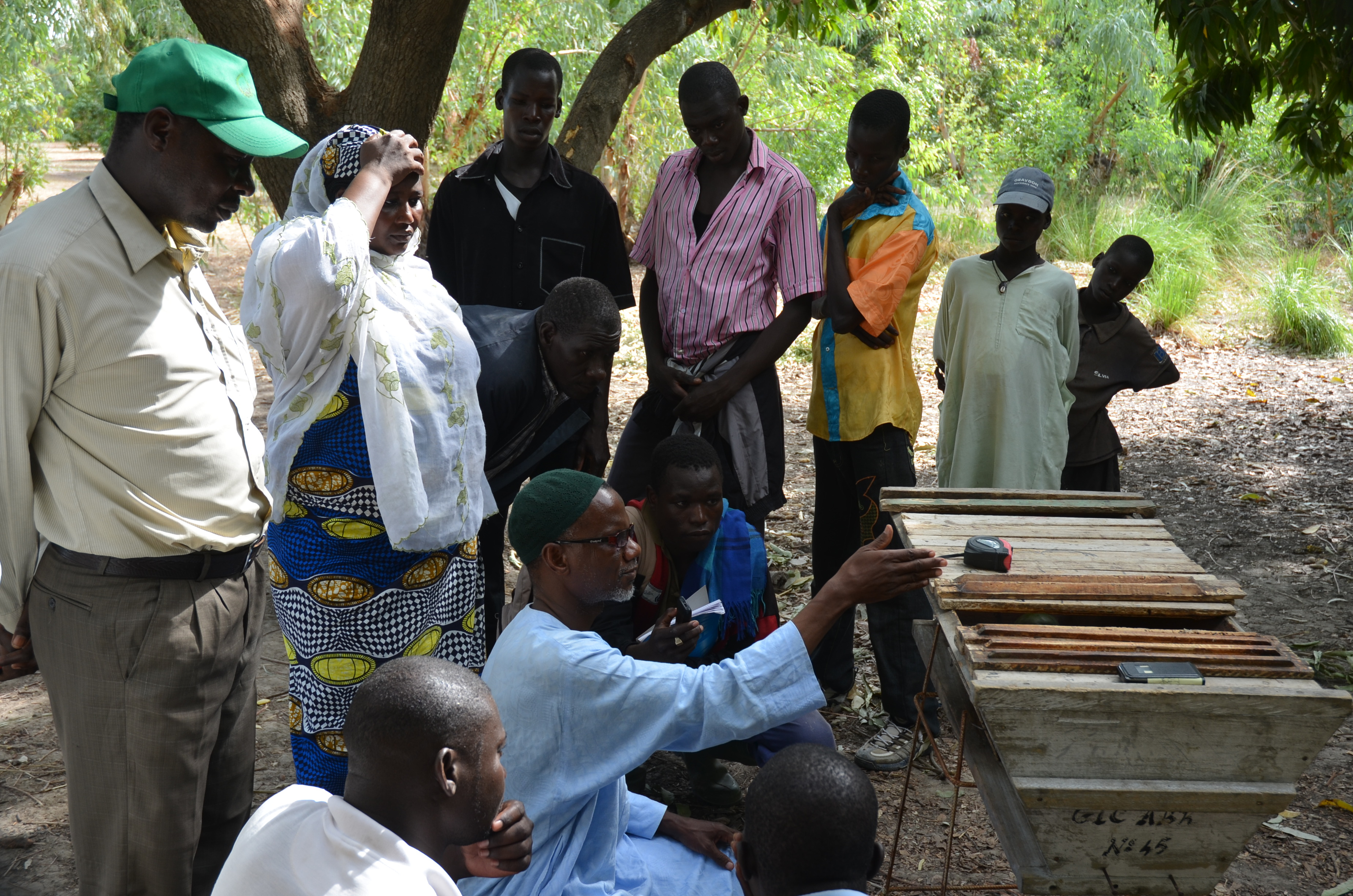
Formation à l'apiculture.
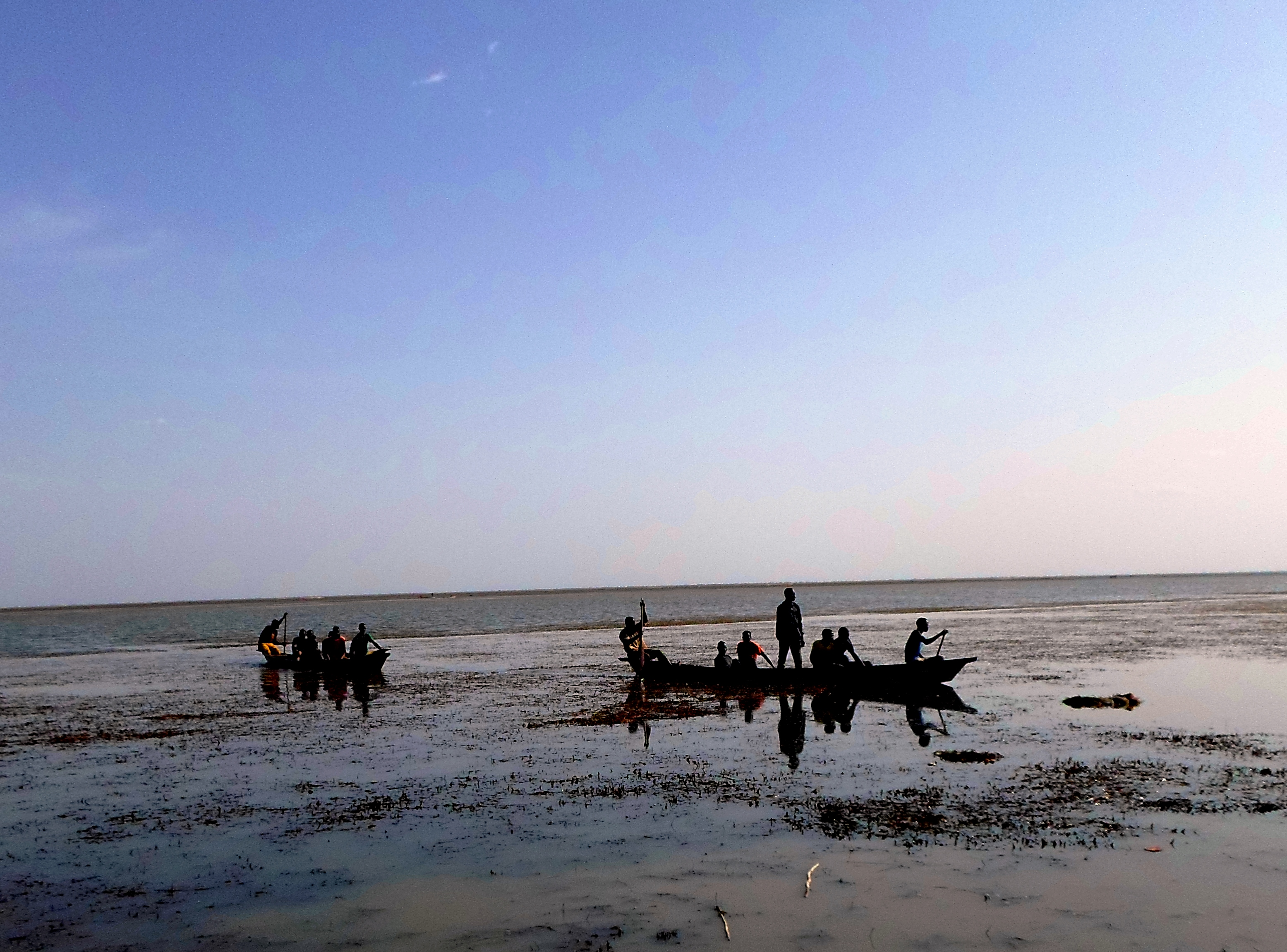
Retour de pêche
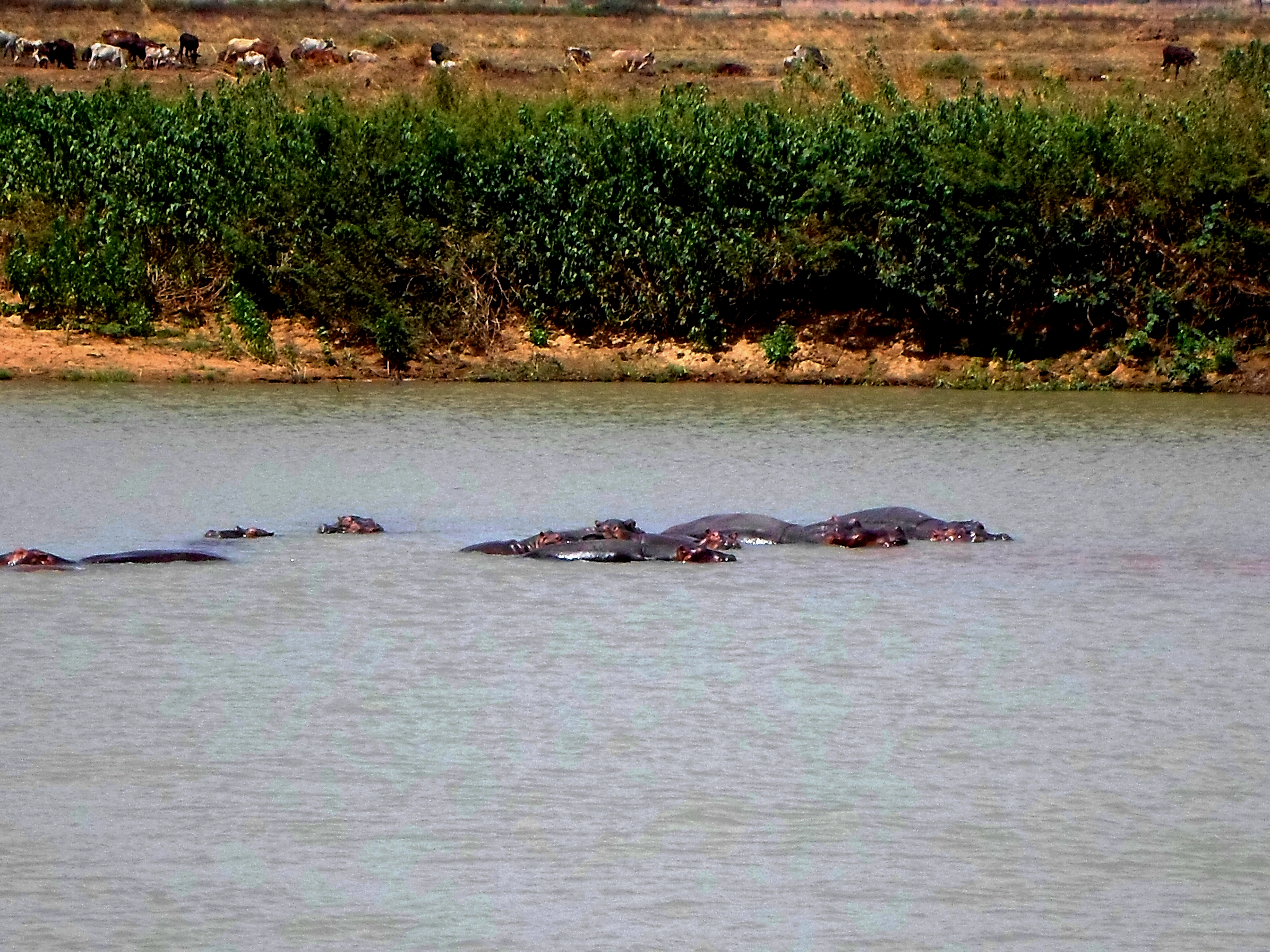
Hippopotames dans le lac de Maga.

### Population
Lors du recensement de 2005, la commune comptait 85 100 habitants, dont 15 701 pour Maga Ville.

## Structure administrative de la commune
Outre Maga proprement dit, la commune comprend notamment les villages suivants :
- Boko
- Dandalang
- Dawaya
- Eheng
- Guirvidig
- Maouda
- Méwi
- Mourla
- Ngoulmoung
- Pouss
- Simatou
- Tekele